# Clausen (Luxemburg)

Clausen in Luxemburg-Stadt

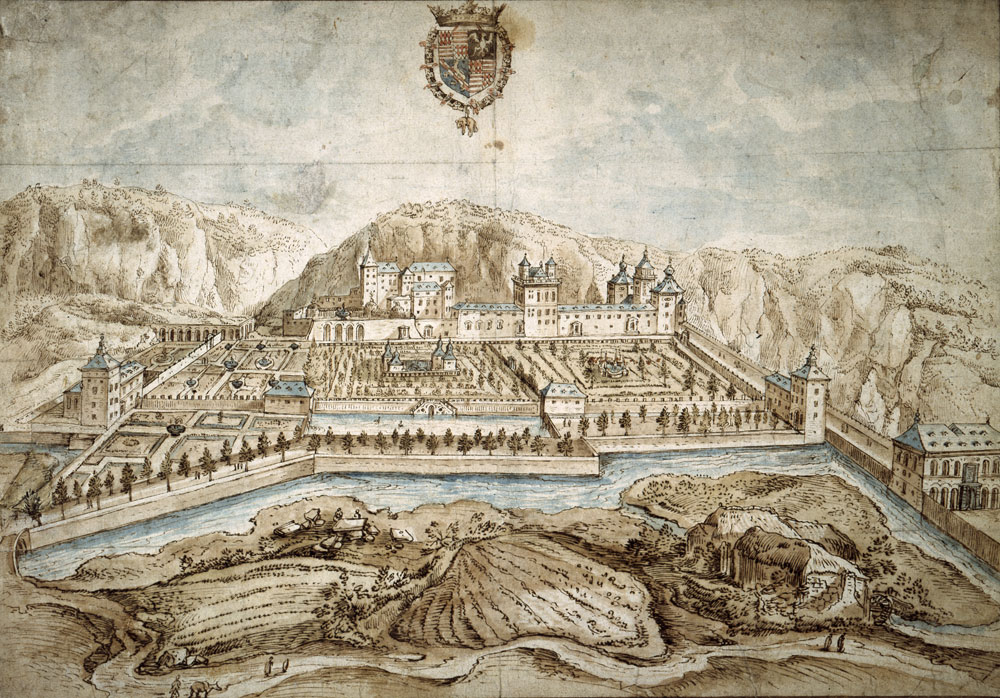
Schloss La Fontaine (Mitte des 17. Jahrhunderts),

Clausen (luxemburgisch Clausenⓘ) ist ein Stadtteil im Zentrum von Luxemburg-Stadt. Ende 2018 lebten 963 Personen im Quartier. Die Fläche des Stadtteils beträgt 36 Hektar. Der Stadtteil liegt im Tal der Alzette in der Unterstadt.

## Sehenswürdigkeiten
- Überreste und Park von Schloss La Fontaine (oder Schloss Mansfeld), ab ca. 1536 von Graf Peter Ernst I. von Mansfeld, spanischer Statthalter in Luxemburg, als Gouverneurssitz errichtet.
- Deutscher Soldatenfriedhof
- Katholische Kirche von 1865
- Geburtshaus des französischen Staatsmannes Robert Schuman
- Malakoff-Turm